# LGV Méditerranée
LN 5, Ligne Nouvelle 5 (Nowa Linia nr 5), także LGV Méditerrannée – francuska linia kolejowa wysokich prędkości, łącząca Valence, Nîmes i Marsylię. Długość linii wynosi 250 km. Kontynuacją linii na północ kraju jest LGV Rhône-Alpes.